# Torneo Sub-17 de la Concacaf de 2001
El Torneo Sub-17 de la Concacaf de 2001 se llevó a cabo en Estados Unidos y Honduras del 18 de abril al 6 de mayo y contó con la participación de 8 selecciones infantiles de Norteamérica, Centroamérica y el Caribe provenientes de una fase eliminatoria.
Estados Unidos y Costa Rica fueron las selecciones que clasificaron a la Copa Mundial de Fútbol Sub-17 de 2001 a celebrarse en Trinidad y Tobago.

## Participantes
| - Canadá - Costa Rica - El Salvador - Haití | - Honduras - Jamaica - México - Estados Unidos |

## Grupo A
Los partidos se jugaron en San Luis, Estados Unidos.
| Pos. | País           | J | G | E | P | GF | GC | PTS | +/- |
| ---- | -------------- | - | - | - | - | -- | -- | --- | --- |
| 1    | Estados Unidos | 3 | 3 | 0 | 0 | 10 | 3  | 9   | +7  |
| 2    | Canadá         | 3 | 1 | 1 | 1 | 6  | 5  | 4   | +1  |
| 3    | El Salvador    | 3 | 1 | 1 | 1 | 4  | 5  | 4   | -1  |
| 4    | Jamaica        | 3 | 0 | 0 | 3 | 1  | 8  | 0   | -7  |

| Equipo 1       | Resultado | Equipo 2       |
| -------------- | --------- | -------------- |
| Canadá         | 1-1       | El Salvador    |
| Jamaica        | 1-2       | Estados Unidos |
| El Salvador    | 3-0       | Jamaica        |
| Estados Unidos | 4-2       | Canadá         |
| Canadá         | 3-0       | Jamaica        |
| Estados Unidos | 4-0       | El Salvador    |

## Grupo B
Los partidos se jugaron en San Pedro Sula, Honduras.
| Pos. | País       | J | G | E | P | GF | GC | PTS | +/- |
| ---- | ---------- | - | - | - | - | -- | -- | --- | --- |
| 1    | Costa Rica | 3 | 2 | 1 | 0 | 3  | 1  | 7   | +2  |
| 2    | México     | 3 | 1 | 1 | 1 | 8  | 2  | 4   | +6  |
| 3    | Haití      | 3 | 1 | 0 | 2 | 2  | 9  | 3   | -7  |
| 4    | Honduras   | 3 | 0 | 2 | 1 | 3  | 4  | 2   | -1  |

| Equipo 1   | Resultado | Equipo 2   |
| ---------- | --------- | ---------- |
| Costa Rica | 1-0       | México     |
| Honduras   | 1-2       | Haití      |
| Haití      | 0-7       | México     |
| Honduras   | 1-1       | Costa Rica |
| Costa Rica | 1-0       | Haití      |
| México     | 1-1       | Honduras   |

## Clasificados al Mundial Sub-17
| - Costa Rica | - Estados Unidos |